# Martin-Baker

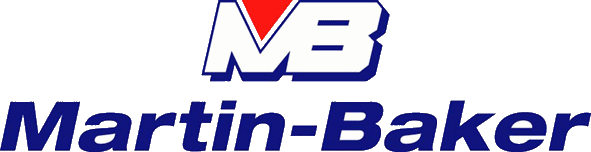
Logotyp.

Martin-Baker Aircraft är en tillverkare av flygplansstolar och var pionjärer inom design och tillverkning av katapultstolar/raketstolar. De har från starten levererat över 70 000 av dessa till 93 olika flygvapen.
Företagets huvudkontor ligger i Higher Denham, Buckinghamshire, UK.

## Historia
Startade som tillverkare av flygplan, Martin Baker Aircraft Company, och grundades 1934 av Kapten (senare Sir) James Martin (11 september 1893 – 5 januari 1981) och Kapten Valentine Baker MC AFC (24 augusti 1888 – 12 september 1942). Baker var en flyginstruktör och tog rollen som företagets testpilot.
Piloter som behövt använda sig av företagets stolar för utskjutning erbjuds medlemskap i dess Ejection Tie Club, med över 6 000 medlemmar från 1957 och framåt.